# Place des Héros (pièce de théâtre)
Place des Héros (Heldenplatz en allemand) est une pièce de théâtre de Thomas Bernhard créée le 4 novembre 1988 au Burgtheater de Vienne trois mois avant la mort de l'auteur. Elle est le plus grand scandale théâtral (de) de l'histoire de la Deuxième République autrichienne, beaucoup d'hommes politiques et de puissants relais d'opinion réclamant l'interdiction de cette œuvre qu'ils ne connaissaient pas.

## Contexte
Place des Héros est une commande de Claus Peymann, directeur du Burgtheater de Vienne, pour le centenaire du théâtre, en 1988. Durant cette période, l'Autriche s'apprête à célébrer le cinquantenaire de l'Anschluss et l'affaire Kurt Waldheim, concernant la révélation du passé nazi du chef d'état autrichien, occupe le devant de la scène politique et médiatique du pays depuis les élections de 1986. Œuvre ultime de Thomas Bernhard, Place des Héros est sa pièce la plus politique, d'une rare virulence contre les obsessions nationalistes et antisémites autrichiennes.
Alors que la publication de la pièce ne doit intervenir qu'à l'issue de la première représentation et malgré l'interdiction de l'auteur, des extraits fuitent dans la presse, déclenchant l'un des plus grands scandales de l'histoire du théâtre autrichien d'après-guerre. Elle est qualifiée « d'insulte au peuple autrichien » par Kurt Waldheim, président fédéral de la République autrichienne depuis 1986.
Le titre de l'œuvre rappelant l'accueil de la foule rassemblée sur la Heldenplatz (Place des Héros) de Vienne pour applaudir Adolf Hitler venu annoncer l'annexion de l'Autriche à l'Allemagne le 15 mars 1938 indigne les autrichiens autant que le thème : le suicide d'un vieux professeur juif de retour dans la capitale autrichienne après avoir émigré à la veille de la Seconde Guerre mondiale.
La première de la pièce a lieu le 4 novembre 1988, cinq jours avant l'anniversaire de la Nuit de Cristal, le pogrom déclenché par les nazis contre les Juifs du Troisième Reich.

## Résumé
Cinquante ans après ce 15 mars 1938, Hedwige Schuster ne supporte plus d'entendre les clameurs qui résonnent toujours dans sa tête. Elle et son mari, Joseph Schuster, ont donc décidé de retourner à Oxford où ils avaient vécu durant dix années d'exil avant de revenir à Vienne « pour l’amour de la musique ». Quelques jours avant leur départ, estimant que « maintenant tout est pire qu'il y a cinquante ans » et qu'« il y a aujourd'hui plus de nazis à Vienne qu'en 1938 », Joseph Schuster se jette par la fenêtre de leur appartement donnant sur cette place des Héros.
C'est le jour de son enterrement. Madame Zittel, sa gouvernante, Herta, la femme de chambre, ses enfants, Olga, Anna et Luka, son frère, Robert Schuster, et quelques amis, dessinent le portrait de Josef Schuster, professeur juif à l'université de Vienne, homme tyrannique, raffiné et révolté.
Thomas Bernhard, au travers de ses personnages, se livre à une critique, d'une violence extrême, d'une Autriche plus que jamais « antisémite », d'une Autriche où il ne pouvait « écouter Beethoven sans penser à Nuremberg », où « il ne prévoyait pas que les Autrichiens après la guerre seraient beaucoup plus haineux et encore plus antisémites qu’avant la guerre ».

## Création
La création au Burgtheater de Vienne, prévue pour le 14 octobre, est reportée, à cause du scandale, au 4 novembre 1988.

## Représentations notables
La pièce est créée en France le 6 février 1991 au Théâtre national de la Colline dans une mise en scène de Jorge Lavelli. Elle entre au répertoire de la Comédie-Française le 22 décembre 2004 dans une mise en scène d'Arthur Nauzyciel,. Elle est reprise en 2016, dans une mise en scène de Krystian Lupa au Festival d'Avignon du 18 au 24 juillet, au Théâtre national de la Colline dans le cadre du Festival d'automne à Paris du 9 au 15 décembre, puis au Théâtre national populaire de Villeurbanne du 6 au 13 avril 2017.

## Éditions
Le texte original de la pièce en allemand est publié en 1988 sous le titre Heldenplatz par Suhrkamp Verlag à Francfort-sur-le-Main en Allemagne où il fait l'objet de nombreuses études. Il est traduit en français par Claude Porcell, publié sous le titre Place des Héros par L'Arche (éditeur) à Paris en 1990 et réédité en 2016. Il est également traduit en anglais (Heldenplatz, Meredith Oakes (en) et Andrea Tierney, 2010), en italien (Piazza degli eroi : (Heldenplatz), Rolando Zorzi, 1992) et en hébreu (Heldenplats : shene maḥazot, 1999).